# 芥子碱
芥子碱是一种生物碱胺，出现于某些种子中，尤其是十字花科植物的油籽。它是芥子酸的胆碱酯。
1825年，艾蒂安·奥西安·亨利（Etienne Ossian Henry）发现芥子碱。

## 出现
芥子碱通常出现于油料作物的外层种皮中，提取植物油后剩下的某些油粕中富含这种碱。富含芥子碱的一些油籽饼残渣包括芥菜（质量百分比：1.22%）和油菜籽（质量百分比：0.39-1.06%）。

## 分离
从种子饼中提取芥子碱，首先需要在索氏提取器里用己烷将饼脱脂，然后在75 °C下用70%的甲醇提取它。

## 代谢
芥子碱酯酶的底物是芥子碱和H2O，产物是芥子酸和胆碱。